# Gebäude Schloßstraße 12 (Schwerin)
Das Gebäude Schloßstraße 12, ehemals Hotel du Nord in Schwerin, Stadtteil Altstadt, Schloßstraße 12 und Klosterstraße 5, ist ein Baudenkmal in Schwerin. Heute ist es ein Wohn- und Geschäftshaus.

## Geschichte

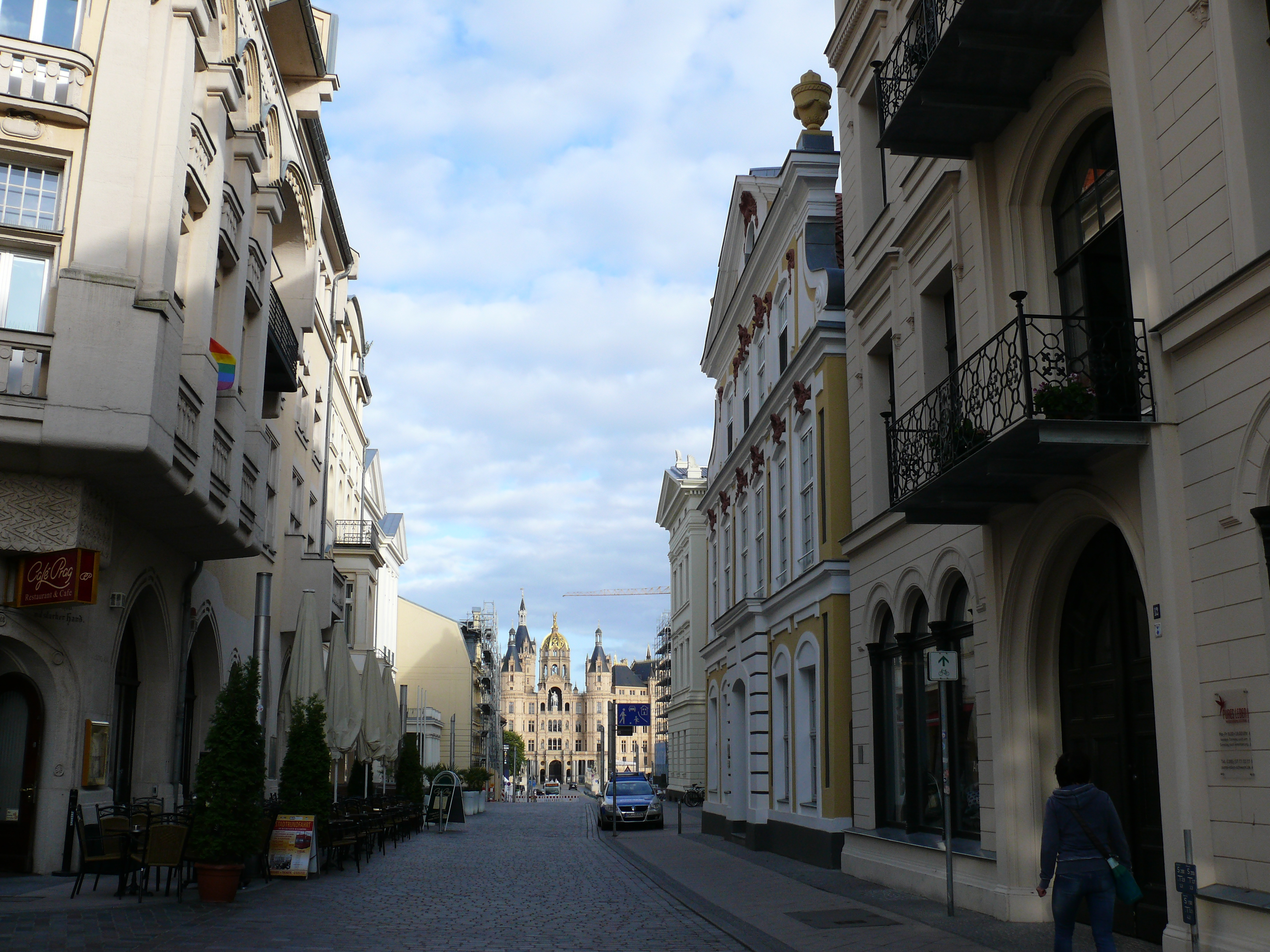
Schloßstraße: Rechts vorne die Nr. 12, dahinter die zwei Kollegiengebäude und das Schloss; links vorne Nr. 17 mit dem Café Prag

Auf Wunsch des Großherzogs Paul Friedrich wurde 1842/43 das repräsentative Hôtel du Nord mit 45 Zimmern für gehobene Gäste nach Plänen von Hofbaumeister Georg Adolph Demmler errichtet. Der U-förmige klassizistische Komplex besteht aus den beiden vier- bis fünfgeschossigen verputzten Fachwerkbauten, dem Eingangsgebäude an der Schloßstraße mit der schmuckreichen Fassade und dem Mezzaningeschoss sowie dem heutigen Wohnhaus an der Klosterstraße; ein weiteres dreigeschossiges Fachwerkhaus dient als Verbindungstrakt. Das Hinterhaus hatte unten einen Pferdestall und Wagenraum. In einem Zwischenstock lagerten deshalb Heu und Stroh. Im zweiten Geschoss war ein hoher Tanzsaal mit Fenstern zum Hof; Wände und Decken waren verziert mit Goldleisten, Rosetten und Malereien.
Das dem Großherzogtum gehörende Hotel wurde an den Oberkellner Friedrich Carl Neudecker verpachtet. Die Bauwerke verursachten dem Verpächter hohe Unterhaltungskosten, sodass er 1851 einen Verkauf anstrebte. 1852 wurde der Hotelbetrieb bereits wieder eingestellt und die Anlage verkauft. Danach hat Neudecker das Hotel Stadt Hamburg in Hotel du Nord umbenannt. 1909 wurde dieses Gebäude Schloßstraße 9/11 für einen Neubau (heute  Finanzministerium) abgerissen.
Nach 1946 war hier zeitweise der Sitz des Landesverbandes der CDU. 2011/13 wurden die Gebäude nach Plänen der Architektengruppe foreit (Schwerin) umgebaut und saniert.